# Rodolfo II de Stade
Rodolfo II (m. 14 de marzo de 1144) fue conde de Stade, Dithmarschen, Freckleben y margrave de la Marca del Norte (1133).

## Biografía
Rodolfo era hijo de Rodolfo I de Stade y Ricardis de Sponheim. En 1133 fue margrave de la Marca del Norte después de la muerte del hermano Udo IV. En 1134, le retiraron el margraviato y el emperador Lotario III se lo entregó a Alberto I de Brandeburgo.
El 14 de marzo de 1144 fue asesinado por la población local en Dithmarschen. Este evento se conmemora anualmente en el castillo de Burg cada cinco años en una obra de teatro.

## Matrimonio y descendencia
Rodolfo se casó con Isabel, hija de margrave Leopoldo I de Estiria. No tuvieron hijos. Con él se extinguió la línea masculina del condado de Stade. En 1144 Enrique el León reclamó el condado de Dithmarschen después de la muerte de Rodolfo.